# Pissarrachampsa
Pissarrachampsa é um gênero fóssil de crocodilomorfo da família Baurusuchidae encontrado no Brasil e datado do Cretáceo Superior. Há uma única espécie descrita para o gênero Pissarrachampsa sera.